# Райони на Лондон
Райони на Лондон (също боро, на английски: London borough) са административни единици на Лондон на общинско ниво. 32-та района заедно с Лондонското сити образуват Голям Лондон, който е едновременно регион, метрополно графство и церемониално графство с особен статут в Англия.
Дванадесет от районите и Сити образуват Вътрешен Лондон (на английски: Inner London), а останалите 20 – Външен Лондон (на английски: Outer London). Ситито не е район, а административна единица с особен статут Sui generis.
Четири района нямат думите лондонско боро (на английски: London Borough of) в името си:
- Район Уестминстър има статут на „град“ (даван от монарха), City of Westminster.
- Три района – Кенсингтън и Челси, Кингстън на Темза и от 2012 г. Гринуич имат статут на кралско боро (на английски: Royal Borough)[2].
- Всички останали райони имат статут на боро.

Районите се управляват от районни съвети (на английски: Borough Council). Уестминстър, тъй като е сити, се управлява от градски съвет (на английски: City Council).